# Операция «Аэродинамик»
Операция «Аэродинамик» (англ. Operation AERODYNAMIC) — одна из ряда секретных операций ЦРУ против СССР, проводившихся в сотрудничестве со спецслужбами Великобритании, Италии, и ФРГ. Для выполнения операции привлекались украинские националисты. Была начата в 1948 году под кодовым названием CARTEL, основным партнёром при проведении была выбрана ОУН(б); основным контактным лицом был первый руководитель СБ ОУН(б) Микола Лебедь.
В 1977 году структура Пролог, созданная в рамках операции в 1956 году, при персональном содействии Збигнева Бжезинского, расширила свою деятельность на более широкую аудиторию в СССР, включая советских евреев-диссидентов.
В начале 1980-х годов кодовое название было изменено на QRDYNAMIC, затем — на PDDYNAMIC, а незадолго до завершения операции — на QRPLUMB. Формально операция была прекращена в 1990 году. Созданные в рамках операции структуры продолжили своё существование. 

## Предыстория
Ещё до капитуляции нацистской Германии в феврале 1945 года разведывательные службы США и Великобритании начали проводить мероприятия по сохранению определённых должностных лиц из числа персонала СС, СД и других структур, обладавших ценной для разведок информацией.
Кроме тех, кого удавалось выявить в лагерях военнопленных и перемещённых лиц, были и те, кто предлагал свои услуги сам. Так, в 1945 году в их числе оказался Микола Лебедь, предложивший свои услуги представителям спецслужб США в Риме, куда он перебрался из Вены вместе с семьёй. В американской оккупационной зоне Германии к представителям спецслужб обратились награждённый железным крестом второго класса капеллан батальона «Нахтигаль» Иван Гриньох и руководитель службы пропаганды ОУН(б) Мырослав Прокоп. Все они входили в подконтрольное ОУН(б) Заграничное представительство Украинской Головной Вызвольной Рады (УГВР) — Лебедь в этой структуре занимал пост генерального секретаря иностранных дел, Гриньох — был вице-президентом.
В марте 1945 года в ещё находившейся под контролем Германии Вене руководящие представители ОУН(б), среди которых были Прокоп и Лебедь, встречались с лидером ОУН(б) Степаном Бандерой. На встрече обсуждались перспективы деятельности и по её результатам был создан Заграничный центр ОУН(б) — ЗЦ ОУН. Представителями ОУН(б) был предложен пакет информации, включавший в себя значительный объём сведений по подконтрольному им антисоветскому движению и его агентурной сети.
Уже в начале сентября 1945 года представителями Корпуса контрразведки (CIC) США начал производиться опрос пришедших из советской оккупационной зоны членов УПА[значимость факта?]. После мартовской речи Черчилля 1946 года, провозгласившей начало Холодной войны, антисоветские группировки Восточной Европы стали представлять особый оперативный интерес для спецслужб США и Великобритании.
В конце 1946 года при ликвидации Дрогобычского и Луцкого надрайонного провода ОУН ГУББ МВД были захвачены сентябрьские директивы ОУН, в которых ставилась задача приступить к сбору данных о ходе демобилизации Советской армии, количественном составе вооружённых сил, насыщенности войсковыми частями территории Западной Украины, политико-моральном состоянии войск, работе военных заводов, дислокации складов стратегического сырья и т. п..
Примерно в то же время в Мюнхене вышла 126-страничная брошюра Николая Лебедя «УПА (Українська Повстанська Армія)», в которой описывалась героическая борьба украинского национально-освободительного движения. УПА, в соответствии с этим буклетом, питала надежды на силы нацистской Германии, но после 1941 года разочаровалась в ее политике. CIC отметил[когда?] полезность этой публикации как «исчерпывающей информации по предмету».
К 1947 году около 250 тысяч украинцев оказались в лагерях для перемещённых лиц в западных оккупационных зонах в Германии, Австрии и Италии. Многие из этих людей были членами ОУН или симпатизировали ей. После 1947 года бойцы УПА начали проникать в американскую оккупационную зону через Чехословакию. Большинство из них были бандеровцами, многие из которых во время войны принимали активное участие в борьбе с коммунистическим и нацистским режимами. Лагеря для перемещённых лиц стали местом распространения идей украинских националистов, а Бандера поставил задачу установления контроля над украинскими эмигрантскими кругами.
Об активизации действий ОУН(б) в оккупационной зоне США в Германии и нахождении там Степана Бандеры стало известно[когда?] советской контрразведке. Советская сторона обратилась[когда?] к оккупационным властям США с требованием о выдаче персонала ОУН(б), как сотрудничавших с нацистами преступников, причастных к националистическим движениям в СССР. Представитель CIC рекомендовал[когда?] военной администрации не выдавать бандеровцев, исходя из того, что «подобные действия разрушат уверенность всех антибольшевистских сил, имеющихся у США». В итоге американской стороне «не удалось обнаружить местонахождение указанных лиц». Однако в результате личного обращения Бандеры, направленного через И. Гриньоха в ноябре 1947, CIC переместил М. Лебедя с семьёй из Рима в «более безопасный» Мюнхен. При этом было отмечено[кем?], что потеря Лебедя «нанесла бы непрямой ущерб США», поскольку он важный источник информации о сопротивлении на Украине.
В Мюнхене И. Гриньох и Н. Лебедь продолжили сотрудничество с CIC в качестве информаторов. CIC также использовал личный состав ОУН(б) для выявления возможных советских агентов среди содержавшихся в лагерях перемещённых лиц. В октябре 1947 года Юрий Лопатинский совершил с этой целью поездку в лагерь перемещённых лиц Деггендорф.
В конце 1947 года в УССР был направлен эмиссар ОУН(б) с инструкциями от американской разведки по реорганизации действий ОУН/УПА. Кроме инструкций он должен был передать информативное письмо Шухевичу, в котором обещалась столь ожидаемая подпольем ОУН/УПА скорая война западных стран против СССР.

## Начало операции
С ещё большим охлаждением отношений между СССР и её бывшими союзниками в Европе стала нарастать военная угроза, и уже весной 1948 года ЦРУ готовило начало войны с СССР. В рамках операции ICON ЦРУ изучило более 30 различных эмигрантских групп и рекомендовало использовать против СССР «группу Гриньоха—Лебедя … как наиболее подходящую для тайных операций». В начатой в 1948 году под кодовым названием CARTEL операции основным партнёром была выбрана ОУН(б). ЦРУ обеспечивало финансовую, материальную поддержку и тренировочные базы, а также осуществляло подготовку агентов и их дальнейшую заброску по воздуху на территорию СССР. Вскоре операция получила кодовое название AERODYNAMIC.
В связи с угрозой жизни Николаю Лебедю (исходившей к тому моменту не столько от советских спецслужб, сколько от «бывших коллег по цеху») ЦРУ приняло[когда?] решение перебросить его в США, в то время как И. Гриньох был оставлен для координации деятельности в Мюнхене. 4 октября 1949 года Лебедь вместе с семьёй (дочь и жена) с оформленными ЦРУ эмиграционными документами прибыл в США, чтобы стать основным контактным лицом в операции AERODYNAMIC. Он поселился в Нью-Йорке, ему был предоставлен постоянный вид на жительство, а затем американское гражданство. Это обеспечило ему безопасность от покушений и возможность возвращаться в США после служебных поездок в Европу, а также позволило вести переговоры с украинскими эмигрантскими кругами. То, что среди украинцев в Нью-Йорке он считался ответственным за «массовые убийства украинцев, поляков и евреев», при этом не обсуждалось.
Непосредственно оплачиваемыми агентами ЦРУ стали 6 занимавших руководящие посты членов Заграничного руководства ОУН(б)/УГВР.
Первый этап операции включал в себя проникновение на Украину и выход обратно обученных ЦРУ украинских агентов. К январю 1950 года в операции принимал участие отдел сбора секретной разведывательной информации (англ. Office of Special Operations, OSO) и его отдел операций прикрытия (англ. Office of Policy Coordination, OPC). В 1949 году было установлено, что на Украине существует организованное и хорошо законспирированное подпольное движение, которое даже крупнее и лучше развито, чем предполагалось в более ранних докладах. Особую радость вызвал высокий уровень выучки в УПА, её способность к дальнейшим акциям и экстраординарные новости о том, что активное сопротивление советскому режиму неуклонно распространяется на восток, за пределы бывшей польской территории.
ЦРУ решило[когда?] расширить свои операции для поддержки, развития и использования украинского освободительного движения в целях сопротивления и разведки. «Ввиду распространения и активности движения сопротивления на Украине», — сказал шеф отдела операций прикрытия Фрэнк Визнер, — «мы считали этот проект высокоприоритетным». По данным управления (совершенно не отвечавшим реальному положению дел), УПА якобы действовала во многих районах Украины, пользовалась популярностью среди украинцев и была способна выставить до 100 тысяч бойцов в случае войны Запада против СССР.

## Контроперации спецслужб СССР
К началу активной фазы операции AERODYNAMIC подполье ОУН(б) в юго-восточных областях Польши, после военизированной операции «Висла», было уже подавлено, но в западных областях УССР еще действовали крупные подразделения.
С получением оперативной информации о сотрудничестве ОУН(б) с западными спецслужбами МГБ СССР организовало радиоигру с западными центрами ОУН. Одна из операций МГБ УССР по ОУН(б) получила кодовое название «Звено». В результате агенты западных спецслужб, направленные на установление связей с революционно-освободительными силами в СССР, гарантированно встречались с «представителями» этих сил — и бесследно пропадали для тех, кто их послал. К концу 1950 года в отчётах ЦРУ указывалось о «подтверждённом существовании хорошо развитого и надёжного подпольного движения» на Украине. Вашингтон был особенно удовлетворён «высокой степенью подготовки» структур УПА (фактически ликвидированной в 1949 году) и их готовности к ведению широкомасштабных партизанских действий против «советского режима» и к «дальнейшему стабильному распространению активности на восток — вне границ бывших польских территорий». По данным, озвученным шефом подразделения тайных операций Фрэнком Визнером, с конца Второй мировой войны до 1951 года ОУН/УПА «удалось устранить около 35 тысяч советских военнослужащих и членов компартии».
Однако в действительности к 1951 году в УССР действовали как легендированные «окружные и районные руководства ОУН», так и отдельные «подпольные группы» МГБ, которые встречали посланцев американской разведки с той стороны «железного занавеса». Именно от них Визнер и получал «ценную информацию». Таким образом, значительные средства американского бюджета выделялись на операции по поддержке созданных МГБ УССР «структур» УПА.
Всего в ходе оперативных мероприятий советской контрразведки с 1951 по 1959 год в рамках операции «Звено» МГБ УССР удалось обезвредить 33 агентов ЦРУ и английской разведки (18 из них были убиты или покончили с собой при задержании). Некоторых из них удалось перевербовать и задействовать в радиоиграх.
К 1954 году в ходе радиоигры Министерству ГБ УССР удалось углубить раскол между сторонниками Бандеры и УГВР — последней из которых «украинское подполье» передало все полномочия по представлению себя на международной арене. В результате MI6 прекратила сотрудничество с Бандерой, а ЦРУ — агрессивную фазу операции AERODYNAMIC.

## Деятельность до 1977 года

### «Пролог»
С 1953 года под руководством Лебедя и контролем ЦРУ была активизирована идеологическая борьба. К этому времени сам Лебедь жил в Нью-Йорке, а его дети посещали католический колледж в богатом районе Верхнего Манхэттена. Была создана[когда?] «научная группа», основной задачей которой был сбор «украинской истории и литературы», финансирование и подготовка к изданию газет, радиопрограмм и книг для распространения их в УССР. В 1954 году Гриньох выступал от лица «порабощённых коммунизмом наций» на слушаниях Конгресса США по «коммунистической агрессии». В 1956 году «научная группа Лебедя» была легализована в штате Нью-Йорк в качестве «неприбыльной исследовательской и издательской ассоциации „Prolog“». Это позволило ЦРУ направлять на её деятельность финансовые средства от «частных благотворителей» без налоговых формальностей. В дальнейшем она стала[когда?] исследовательской корпорацией «Prolog» (англ. Prolog Research Corporation) и изменила свой статус на налогообязанный — во избежание излишнего внимания налоговых инспекторов к финансовым потокам.
В Мюнхене под руководством Гриньоха был основан филиал «Пролога» — нем. Ukrainische Gesellschaft für Auslandsstudien, EV (Украинское общество обучения за границей). К 1955 году из Афин на целевую аудиторию в УССР велись радиотрансляции, над территорией УССР разбрасывались листовки. Для распространения желаемой информации широко применялись почтовые рассылки издаваемых «Прологом» изданий. В одном лишь 1957 году «Пролог» выпустил 1200 радиопрограмм (по 70 вещательных часов в месяц) и распространил 200 000 газет и 5000 памфлетов, пропагандирующих национализм.
К работе привлекались представители украинской диаспоры. После[когда?] снятия жёстких ограничений на въезд в СССР, привлечённые «Прологом» представители украинской диаспоры, посещавшие СССР, обеспечили получение и разведывательной информации. На международные мероприятия вне СССР с участием представителей УССР «Прологом» направлялись представители для ведения целевой деятельности. Полученная в результате подобной деятельности информация передавалась ЦРУ. В 1960 году к деятельности «Пролога» был привлечён подготовленный ЦРУ Анатоль Каминский (покинувший Львов с немецкими войсками в 1944 году). К 1966 году Каминский создал сеть информаторов в Европе и США, работающую с советскими украинцами как в УССР, так и при выезде их в страны Запада. С 1966 года он стал руководителем операций «Пролога». Информация, получаемая «Прологом» в 1960-х, варьировалась от данных по поэтам и диссидентам до мест дислокации ракет и военной авиации на Западной Украине. К началу 70-х годов XX века, по словам одного из руководящих сотрудников ЦРУ, «Пролог» стал «средством для проведения операций ЦРУ в УССР и в отношении 40 миллионов её населения».

## После 1977 года
В 1977 году советник президента Картера по национальной безопасности Збигнев Бжезинский помог расширить программу из-за того, что он назвал «впечатляющими дивидендами» и «воздействием на определённую аудиторию в целевой области». В 1980-х «Пролог» расширил свои операции на другие национальности Советского Союза, включая советских евреев-диссидентов.
В июне 1985 года Управление правительственной отчётности упомянуло имя Лебедя в докладе о нацистах и их пособниках, поселившихся в США с помощью американских спецслужб. В том же году Агентство специальных расследований Министерства юстиции исследовало дело Лебедя. ЦРУ беспокоилось, что разоблачение Лебедя может скомпрометировать QRPLUMB, а неудача при защите Лебедя может вызвать возмущение среди украинских эмигрантов.
В 1990 году, когда распад СССР был уже близок, операция, носившая к тому времени название QRPLUMB, была завершена. С сотрудниками был совершён расчёт, сумма которого составила 1,75 миллионов долларов США. «Пролог» продолжил существование, однако финансировался уже самостоятельно.
В январе 2017 года Центральное разведывательное управление США опубликовало большое количество материалов, ранее считавшихся секретными. Среди них оказалось немало документов, касающихся отношений ЦРУ с украинскими националистами. Оказывается, американские разведчики установили связь с руководством Организации украинских националистов (ОУН) сразу же после войны, во второй половине 40-х годов; но что ещё более удивительно, связь эта прервалась только в начале 90-х, с распадом Советского Союза. Один из самых ранних документов датирован апрелем 1947 года. Неизвестный агент (его имя затёрто) отчитывается о террористических актах, совершенных на территории Украины. Во Львове взорвана электростанция, а в Корсунь-Шевченковском — гидроэлектростанция. Сообщается о большом количестве жертв среди мирного населения. Адресат донесения также затёрт. Учитывая отсутствие сообщений о терактах в советских СМИ, можно предположить, что власти СССР решили замолчать информацию, чтобы не вызывать панику среди населения.